# Olle Kämpe
Olle Kämpe, född 8 juli 1956 i Lidköping, är en svensk läkare och medicinsk forskare verksam vid Karolinska Institutet.
Kämpe är professor och överläkare i endokrinologi vid Karolinska Institutet och var innan dess professor i molekylär medicin vid Uppsala universitet under åren 1999–2014. Hans forskning innefattar immunologiska, kliniska, epidemiologiska och genetiska studier av endokrina autoimmuna sjukdomar.
Kämpe invaldes 2011 som ledamot av Kungliga Vetenskapsakademien. Han blev efter flytten till Karolinska Institutet  ledamot av Nobelförsamlingen vid Karolinska Institutet och var 2015–2019 adjungerad ledamot av Karolinska Institutets Nobelkommitté och är sedan 2020 ledamot av sagda kommitté. Han var vice ordförande för Nobelkommittén 2023–2024 och sedan 2025 dess ordförande.

## Priser och utmärkelser
- 1996 – Fernströmpriset för yngre svenska forskare[9]
- 2016 – Svenska Läkaresällskapets jubileumspris och sekelmedalj[10]
- 2020 – European Hormone Medal tilldelad av European Society of Endocrinology[11]
- 2021 – Bror-Axel Lambergs nordiska pris i endokrinologi tilldelad av Minervastiftelsen i Finland[12]
- 2025 - The Nicholson Lecture vid Rockefeller University